# Mannschaftsaufstellungen der Schacholympiade 1939
Die Tabellen nennen die Aufstellung der Mannschaften bei der Schacholympiade 1939 in Buenos Aires. Die 27 teilnehmenden Mannschaften spielten zunächst in vier Vorrundengruppen. Aus jeder Gruppe kamen die besten vier Mannschaften ins A-Finale, die übrigen bestritten das B-Finale. Zu jedem Team gehörten vier Stamm- und maximal ein Ersatzspieler. In den Tabellen ist zu jeder Mannschaft die Abschlussplatzierung genannt, daneben steht das erreichte Finalturnier. Die Mannschaftsbilanzen sind getrennt für Vor- und Endrunde aufgeführt, die Einzelbilanzen der Spieler hingegen in Summe beider Turnierphasen. Für die Platzierung der Mannschaften waren die Brettpunkte vorrangig.

## Besonderheiten im Turnierverlauf
Nach Ausbruch des Zweiten Weltkrieges in Europa reiste die englische Mannschaft ab und verzichtete auf die Teilnahme am A-Finale. Innerhalb des Finals wurden einige Spiele jeweils als kampflose Unentschieden gewertet, da die beteiligten Länder gegeneinander Krieg führten oder anderweitig politische Spannungen vorhanden waren. Diese sind bei den Mannschaften entsprechend berücksichtigt. Bei den Einzelspielern ergeben sich entsprechend weniger Partien. Gegebenenfalls ergibt sich die Zahl der Mannschaftspunkte nicht aus den erspielten Siegen und Unentschieden.

Es handelte sich dabei um die Wettkämpfe
- Deutschland – Polen
- Deutschland – Palästina
- Deutschland – Frankreich
- Polen – Böhmen und Mähren
- Argentinien – Palästina
- Frankreich – Böhmen und Mähren

## Mannschaften

### 1. Deutschland
| Platz | Land               | G  | R  | V | Brettp. | Mannschaftsp. |
| ----- | ------------------ | -- | -- | - | ------- | ------------- |
| 1 (A) | Deutschland        | 05 | 01 | 0 | 16      | 11            |
| 1 (A) | Deutschland        | 09 | 05 | 0 | 36      | 24            |
| Brett | Spieler            | G  | R  | V | Punkte  | Partien       |
| 1     | Erich Eliskases    | 07 | 05 | 2 | 9,5     | 14            |
| 2     | Paul Michel        | 03 | 11 | 0 | 8,5     | 14            |
| 3     | Ludwig Engels      | 12 | 04 | 0 | 14      | 16            |
| 4     | Albert Becker      | 06 | 03 | 3 | 7,5     | 12            |
| R     | Heinrich Reinhardt | 05 | 03 | 4 | 6,5     | 12            |

### 2. Polen
| Platz | Land                | G  | R | V | Brettp. | Mannschaftsp. |
| ----- | ------------------- | -- | - | - | ------- | ------------- |
| 2 (A) | Polen               | 05 | 1 | 0 | 18,5    | 11            |
| 2 (A) | Polen               | 07 | 5 | 2 | 35,5    | 19            |
| Brett | Spieler             | G  | R | V | Punkte  | Partien       |
| 1     | Savielly Tartakower | 07 | 7 | 3 | 10,5    | 17            |
| 2     | Mieczysław Najdorf  | 12 | 4 | 2 | 14      | 18            |
| 3     | Paulino Frydman     | 11 | 4 | 2 | 13      | 17            |
| 4     | Teodor Regedziński  | 06 | 4 | 3 | 8       | 13            |
| R     | Franciszek Sulik    | 04 | 1 | 2 | 4,5     | 7             |

### 3. Estland
| Platz | Land               | G  | R | V | Brettp. | Mannschaftsp. |
| ----- | ------------------ | -- | - | - | ------- | ------------- |
| 3 (A) | Estland            | 03 | 1 | 1 | 13      | 7             |
| 3 (A) | Estland            | 07 | 3 | 4 | 33,5    | 17            |
| Brett | Spieler            | G  | R | V | Punkte  | Partien       |
| 1     | Paul Keres         | 12 | 5 | 2 | 14,5    | 19            |
| 2     | Ilmar Raud         | 07 | 5 | 5 | 9,5     | 17            |
| 3     | Paul Felix Schmidt | 02 | 6 | 5 | 5       | 13            |
| 4     | Gunnar Friedemann  | 11 | 3 | 3 | 12,5    | 17            |
| R     | Johannes Türn      | 03 | 4 | 3 | 5       | 10            |

### 4. Schweden
| Platz | Land             | G  | R | V | Brettp. | Mannschaftsp. |
| ----- | ---------------- | -- | - | - | ------- | ------------- |
| 4 (A) | Schweden         | 04 | 0 | 1 | 14      | 8             |
| 4 (A) | Schweden         | 07 | 2 | 5 | 33      | 16            |
| Brett | Spieler          | G  | R | V | Punkte  | Partien       |
| 1     | Gideon Ståhlberg | 07 | 8 | 1 | 11      | 16            |
| 2     | Erik Lundin      | 10 | 1 | 5 | 10,5    | 16            |
| 3     | Nils Bergkvist   | 07 | 4 | 7 | 9       | 18            |
| 4     | Gösta Danielsson | 07 | 5 | 3 | 9,5     | 15            |
| R     | Bengt Ekenberg   | 05 | 4 | 2 | 7       | 11            |

### 5. Argentinien
| Platz | Land                  | G  | R | V | Brettp. | Mannschaftsp. |
| ----- | --------------------- | -- | - | - | ------- | ------------- |
| 5 (A) | Argentinien           | 06 | 0 | 0 | 18      | 12            |
| 5 (A) | Argentinien           | 09 | 1 | 4 | 32,5    | 20            |
| Brett | Spieler               | G  | R | V | Punkte  | Partien       |
| 1     | Roberto Grau          | 01 | 4 | 5 | 3       | 10            |
| 2     | Luis Roberto Piazzini | 04 | 4 | 3 | 6       | 11            |
| 3     | Jacobo Bolbochán      | 10 | 6 | 3 | 13      | 19            |
| 4     | Carlos Guimard        | 09 | 5 | 3 | 11,5    | 17            |
| R     | Isaías Pleci          | 14 | 2 | 3 | 15      | 19            |

### 6. Böhmen und Mähren
| Platz | Land                          | G  | R | V | Brettp. | Mannschaftsp. |
| ----- | ----------------------------- | -- | - | - | ------- | ------------- |
| 6 (A) | Protektorat Böhmen und Mähren | 05 | 1 | 0 | 18,5    | 11            |
| 6 (A) | Protektorat Böhmen und Mähren | 08 | 3 | 3 | 32      | 20            |
| Brett | Spieler                       | G  | R | V | Punkte  | Partien       |
| 1     | Karel Opočenský               | 08 | 4 | 5 | 10      | 17            |
| 2     | Jan Foltys                    | 08 | 5 | 3 | 10,5    | 16            |
| 3     | Jiří Pelikán                  | 08 | 5 | 2 | 10,5    | 15            |
| 4     | Karel Skalička                | 03 | 1 | 4 | 3,5     | 8             |
| R     | František Zíta                | 10 | 4 | 2 | 12      | 16            |

### 7. Lettland
| Platz | Land              | G  | R  | V | Brettp. | Mannschaftsp. |
| ----- | ----------------- | -- | -- | - | ------- | ------------- |
| 7 (A) | Lettland          | 05 | 0  | 1 | 17,5    | 10            |
| 7 (A) | Lettland          | 09 | 02 | 3 | 31,5    | 20            |
| Brett | Spieler           | G  | R  | V | Punkte  | Partien       |
| 1     | Vladimirs Petrovs | 08 | 11 | 0 | 13,5    | 19            |
| 2     | Fricis Apšenieks  | 05 | 08 | 6 | 9       | 19            |
| 3     | Movsas Feigins    | 10 | 05 | 4 | 12,5    | 19            |
| 4     | Lūcijs Endzelīns  | 07 | 03 | 5 | 8,5     | 15            |
| R     | Tenis Melngailis  | 04 | 03 | 1 | 5,5     | 8             |

### 8. Niederlande
| Platz | Land                | G | R  | V | Brettp. | Mannschaftsp. |
| ----- | ------------------- | - | -- | - | ------- | ------------- |
| 8 (A) | Niederlande         | 4 | 01 | 1 | 15      | 9             |
| 8 (A) | Niederlande         | 6 | 05 | 3 | 30,5    | 17            |
| Brett | Spieler             | G | R  | V | Punkte  | Partien       |
| 1     | Theo van Scheltinga | 4 | 08 | 5 | 8       | 17            |
| 2     | Nicolaas Cortlever  | 3 | 11 | 2 | 8,5     | 16            |
| 3     | Adriaan de Groot    | 6 | 07 | 4 | 9,5     | 17            |
| 4     | Lodewijk Prins      | 9 | 04 | 3 | 11      | 16            |
| R     | Christiaan de Ronde | 8 | 01 | 5 | 8,5     | 14            |

### 9. Palästina
| Platz | Land              | G | R | V  | Brettp. | Mannschaftsp. |
| ----- | ----------------- | - | - | -- | ------- | ------------- |
| 9 (A) | Palästina         | 3 | 0 | 02 | 11      | 6             |
| 9 (A) | Palästina         | 4 | 5 | 05 | 26      | 14            |
| Brett | Spieler           | G | R | V  | Punkte  | Partien       |
| 1     | Moshe Czerniak    | 4 | 2 | 10 | 5       | 16            |
| 2     | Heinz Foerder     | 9 | 4 | 01 | 11      | 14            |
| 3     | Victor Winz       | 4 | 5 | 06 | 6,5     | 15            |
| 4     | Zelman Kleinstein | 2 | 2 | 06 | 3       | 10            |
| R     | Meir Rauch        | 4 | 7 | 02 | 7,5     | 13            |

### 10. Frankreich
| Platz  | Land               | G | R | V  | Brettp. | Mannschaftsp. |
| ------ | ------------------ | - | - | -- | ------- | ------------- |
| 10 (A) | Frankreich         | 2 | 2 | 02 | 13,5    | 6             |
| 10 (A) | Frankreich         | 1 | 7 | 06 | 24,5    | 10            |
| Brett  | Spieler            | G | R | V  | Punkte  | Partien       |
| 1      | Alexander Aljechin | 9 | 7 | 0  | 12,5    | 16            |
| 2      | Aristide Gromer    | 6 | 7 | 04 | 9,5     | 17            |
| 3      | Victor Kahn        | 4 | 5 | 09 | 6,5     | 18            |
| 4      | Barbatto Rometti   | 3 | 5 | 10 | 5,5     | 18            |
| R      | Edmond Dez         | 0 | 0 | 03 | 0       | 3             |

### 11. Kuba
| Platz  | Land                    | G | R | V  | Brettp. | Mannschaftsp. |
| ------ | ----------------------- | - | - | -- | ------- | ------------- |
| 11 (A) | Kuba                    | 2 | 0 | 03 | 10      | 4             |
| 11 (A) | Kuba                    | 4 | 2 | 08 | 22,5    | 10            |
| Brett  | Spieler                 | G | R | V  | Punkte  | Partien       |
| 1      | José Raúl Capablanca    | 7 | 9 | 0  | 11,5    | 16            |
| 2      | Alberto López Arce      | 1 | 3 | 11 | 2,5     | 15            |
| 3      | Miguel Alemán Dovo      | 5 | 4 | 10 | 7       | 19            |
| 4      | Rafael Blanco Estera    | 2 | 0 | 06 | 2       | 8             |
| R      | Francisco Planas García | 8 | 3 | 07 | 9,5     | 18            |

### 12. Litauen
| Platz  | Land                | G  | R | V | Brettp. | Mannschaftsp. |
| ------ | ------------------- | -- | - | - | ------- | ------------- |
| 12 (A) | Litauen             | 04 | 0 | 2 | 16,5    | 8             |
| 12 (A) | Litauen             | 03 | 4 | 7 | 22      | 10            |
| Brett  | Spieler             | G  | R | V | Punkte  | Partien       |
| 1      | Vladas Mikėnas      | 10 | 4 | 5 | 12      | 19            |
| 2      | Povilas Vaitonis    | 06 | 6 | 8 | 9       | 20            |
| 3      | Markas Luckis       | 07 | 5 | 8 | 9,5     | 20            |
| 4      | Povilas Tautvaišas  | 05 | 6 | 9 | 8       | 20            |
| R      | Ksavras Andrašiūnas | 0  | 0 | 1 | 0       | 1             |

### 13. Chile
| Platz  | Land                     | G  | R | V | Brettp. | Mannschaftsp. |
| ------ | ------------------------ | -- | - | - | ------- | ------------- |
| 13 (A) | Chile                    | 04 | 0 | 2 | 14      | 8             |
| 13 (A) | Chile                    | 03 | 2 | 9 | 22      | 8             |
| Brett  | Spieler                  | G  | R | V | Punkte  | Partien       |
| 1      | Mariano Castillo Larenas | 02 | 4 | 9 | 4       | 15            |
| 2      | Rodrigo Flores Alvarez   | 04 | 9 | 5 | 8,5     | 18            |
| 3      | René Letelier Martner    | 04 | 1 | 8 | 4,5     | 13            |
| 4      | Julio Salas Romo         | 08 | 1 | 9 | 8,5     | 18            |
| R      | Enrique Reed Valenzuela  | 10 | 1 | 5 | 10,5    | 16            |

### 14. Brasilien
| Platz  | Land                   | G | R | V  | Brettp. | Mannschaftsp. |
| ------ | ---------------------- | - | - | -- | ------- | ------------- |
| 14 (A) | Brasilien              | 3 | 0 | 03 | 12,5    | 6             |
| 14 (A) | Brasilien              | 2 | 2 | 10 | 21      | 6             |
| Brett  | Spieler                | G | R | V  | Punkte  | Partien       |
| 1      | Octávio Trompowsky     | 2 | 6 | 09 | 5       | 17            |
| 2      | Adhemar da Silva Rocha | 5 | 8 | 03 | 9       | 16            |
| 3      | Walter Cruz            | 4 | 5 | 07 | 6,5     | 16            |
| 4      | João Souza Mendes      | 4 | 2 | 09 | 5       | 15            |
| R      | Oswaldo Cruz Filho     | 5 | 6 | 05 | 8       | 16            |

### 15. Dänemark
| Platz  | Land               | G | R | V  | Brettp. | Mannschaftsp. |
| ------ | ------------------ | - | - | -- | ------- | ------------- |
| 15 (A) | Dänemark           | 2 | 2 | 02 | 13,5    | 6             |
| 15 (A) | Dänemark           | 2 | 0 | 12 | 17,5    | 4             |
| Brett  | Spieler            | G | R | V  | Punkte  | Partien       |
| 1      | Jens Enevoldsen    | 5 | 3 | 11 | 6,5     | 19            |
| 2      | Christian Poulsen  | 6 | 2 | 11 | 7       | 19            |
| 3      | Alfred Christensen | 5 | 5 | 09 | 7,5     | 19            |
| 4      | Ernst Sørensen     | 5 | 7 | 07 | 8,5     | 19            |
| R      | Øjvind Larsen      | 1 | 1 | 02 | 1,5     | 4             |

### England
| Platz | Land                         | G | R | V | Brettp. | Mannschaftsp. |
| ----- | ---------------------------- | - | - | - | ------- | ------------- |
| -     | England                      | 4 | 0 | 2 | 13,5    | 8             |
| Brett | Spieler                      | G | R | V | Punkte  | Partien       |
| 1     | Conel Hugh O’Donel Alexander | 2 | 1 | 3 | 2,5     | 6             |
| 2     | George Alan Thomas           | 2 | 2 | 1 | 3       | 5             |
| 3     | Philip Stuart Milner-Barry   | 3 | 2 | 0 | 4       | 5             |
| 4     | Harry Golombek               | 1 | 2 | 1 | 2       | 4             |
| R     | Baruch Harold Wood           | 1 | 2 | 1 | 2       | 4             |

Die englische Mannschaft hatte sich für das A-Finale qualifiziert, reiste jedoch vor dessen Beginn wegen des Kriegsausbruchs in Europa vorzeitig ab.

### 16. Island
| Platz  | Land                  | G  | R | V | Brettp. | Mannschaftsp. |
| ------ | --------------------- | -- | - | - | ------- | ------------- |
| 16 (B) | Island                | 02 | 1 | 3 | 13      | 5             |
| 16 (B) | Island                | 08 | 2 | 0 | 28      | 18            |
| Brett  | Spieler               | G  | R | V | Punkte  | Partien       |
| 1      | Baldur Möller         | 06 | 4 | 5 | 8       | 15            |
| 2      | Ásmundur Ásgeirsson   | 08 | 3 | 4 | 9,5     | 15            |
| 3      | Jón Guðmundsson       | 11 | 0 | 3 | 11      | 14            |
| 4      | Einar Þorvaldsson     | 03 | 4 | 3 | 5       | 10            |
| R      | Guðmundur Arnlaugsson | 06 | 3 | 1 | 7,5     | 10            |

### 17. Kanada
| Platz  | Land                    | G  | R | V | Brettp. | Mannschaftsp. |
| ------ | ----------------------- | -- | - | - | ------- | ------------- |
| 17 (B) | Kanada                  | 02 | 0 | 4 | 11      | 4             |
| 17 (B) | Kanada                  | 07 | 2 | 1 | 28      | 16            |
| Brett  | Spieler                 | G  | R | V | Punkte  | Partien       |
| 1      | John Stuart Morrison    | 05 | 4 | 6 | 7       | 15            |
| 2      | Daniel Abraham Yanofsky | 12 | 3 | 1 | 13,5    | 16            |
| 3      | Haakon Opsahl           | 07 | 5 | 3 | 9,5     | 15            |
| 4      | Walter Holowach         | 05 | 6 | 4 | 8       | 15            |
| R      | Abraham Helman          | 01 | 0 | 2 | 1       | 3             |

### 18. Norwegen
| Platz  | Land            | G | R | V | Brettp. | Mannschaftsp. |
| ------ | --------------- | - | - | - | ------- | ------------- |
| 18 (B) | Norwegen        | 2 | 1 | 2 | 8       | 5             |
| 18 (B) | Norwegen        | 6 | 2 | 2 | 27      | 14            |
| Brett  | Spieler         | G | R | V | Punkte  | Partien       |
| 1      | Ernst Rojahn    | 8 | 4 | 3 | 10      | 15            |
| 2      | Arne Larsen     | 8 | 1 | 6 | 8,5     | 15            |
| 3      | Sverre Rebnord  | 7 | 3 | 5 | 8,5     | 15            |
| 4      | Johannes Austbø | 7 | 2 | 6 | 8       | 15            |

### 19. Uruguay
| Platz  | Land                    | G  | R | V | Brettp. | Mannschaftsp. |
| ------ | ----------------------- | -- | - | - | ------- | ------------- |
| 19 (B) | Uruguay                 | 01 | 0 | 5 | 8,5     | 2             |
| 19 (B) | Uruguay                 | 06 | 2 | 2 | 26      | 14            |
| Brett  | Spieler                 | G  | R | V | Punkte  | Partien       |
| 1      | Ernesto Rotunno         | 03 | 5 | 4 | 5,5     | 12            |
| 2      | Carlos Hounie Fleurquin | 08 | 3 | 5 | 9,5     | 16            |
| 3      | Luis Alberto Gulla      | 02 | 1 | 6 | 2,5     | 9             |
| 4      | Luis Roux-Cabral        | 05 | 4 | 3 | 7       | 12            |
| R      | Alfredo Olivera         | 10 | 0 | 5 | 10      | 15            |

### 20. Bulgarien
| Platz  | Land                 | G | R | V | Brettp. | Mannschaftsp. |
| ------ | -------------------- | - | - | - | ------- | ------------- |
| 20 (B) | Bulgarien            | 1 | 2 | 3 | 10      | 4             |
| 20 (B) | Bulgarien            | 7 | 0 | 3 | 25,5    | 14            |
| Brett  | Spieler              | G | R | V | Punkte  | Partien       |
| 1      | Aleksandar Zwetkow   | 7 | 4 | 5 | 9       | 16            |
| 2      | Oleg Nejkirch        | 6 | 4 | 5 | 8       | 15            |
| 3      | Alexandar Kiprov     | 2 | 7 | 4 | 5,5     | 13            |
| 4      | Mikhail Kantardzhiev | 8 | 1 | 2 | 8,5     | 11            |
| R      | Emil Karastoichev    | 3 | 3 | 3 | 4,5     | 9             |

### 21. Ecuador
| Platz  | Land                 | G | R | V  | Brettp. | Mannschaftsp. |
| ------ | -------------------- | - | - | -- | ------- | ------------- |
| 21 (B) | Ecuador              | 0 | 0 | 06 | 3,5     | 0             |
| 21 (B) | Ecuador              | 5 | 1 | 04 | 21      | 11            |
| Brett  | Spieler              | G | R | V  | Punkte  | Partien       |
| 1      | Neptali Ponce        | 3 | 2 | 11 | 4       | 16            |
| 2      | Santiago Morales     | 6 | 3 | 06 | 7,5     | 15            |
| 3      | José Sierra          | 8 | 2 | 05 | 9       | 15            |
| 4      | Miguel Suarez Dávila | 1 | 6 | 07 | 4       | 14            |
| R      | Carlos Ayala         | 0 | 0 | 04 | 0       | 4             |

### 22. Guatemala
| Platz  | Land                | G | R | V  | Brettp. | Mannschaftsp. |
| ------ | ------------------- | - | - | -- | ------- | ------------- |
| 22 (B) | Guatemala           | 0 | 0 | 05 | 4       | 0             |
| 22 (B) | Guatemala           | 4 | 1 | 05 | 15,5    | 9             |
| Brett  | Spieler             | G | R | V  | Punkte  | Partien       |
| 1      | Guillermo Vassaux   | 5 | 2 | 08 | 6       | 15            |
| 2      | José Luis Asturias  | 2 | 2 | 11 | 3       | 15            |
| 3      | Domingo Cruz Bulnes | 3 | 3 | 09 | 4,5     | 15            |
| 4      | Carlos Salazar      | 4 | 4 | 07 | 6       | 15            |

### 23. Irland
| Platz  | Land           | G | R | V  | Brettp. | Mannschaftsp. |
| ------ | -------------- | - | - | -- | ------- | ------------- |
| 23 (B) | Irland         | 1 | 0 | 05 | 4,5     | 2             |
| 23 (B) | Irland         | 2 | 1 | 07 | 15,5    | 5             |
| Brett  | Spieler        | G | R | V  | Punkte  | Partien       |
| 1      | John O’Hanlon  | 1 | 0 | 04 | 1       | 5             |
| 2      | John O’Donovan | 7 | 4 | 05 | 9       | 16            |
| 3      | Gerard Kerlin  | 2 | 7 | 06 | 5,5     | 15            |
| 4      | William Minnis | 0 | 2 | 13 | 1       | 15            |
| R      | William Nash   | 1 | 5 | 07 | 3,5     | 13            |

### 24. Peru
| Platz  | Land                       | G | R | V  | Brettp. | Mannschaftsp. |
| ------ | -------------------------- | - | - | -- | ------- | ------------- |
| 24 (B) | Peru                       | 1 | 0 | 05 | 5       | 2             |
| 24 (B) | Peru                       | 2 | 2 | 06 | 14      | 6             |
| Brett  | Spieler                    | G | R | V  | Punkte  | Partien       |
| 1      | Alberto Ismodes Dulanto    | 1 | 3 | 11 | 2,5     | 15            |
| 2      | Felipe Pinzón Solis        | 3 | 2 | 08 | 4       | 13            |
| 3      | René Castro de Mendoza     | 1 | 5 | 09 | 3,5     | 15            |
| 4      | Domingo Soto               | 5 | 3 | 06 | 6,5     | 14            |
| R      | Jesús Alberto Cayo Murillo | 1 | 3 | 03 | 2,5     | 7             |

### 25. Bolivien
| Platz  | Land                    | G | R | V  | Brettp. | Mannschaftsp. |
| ------ | ----------------------- | - | - | -- | ------- | ------------- |
| 25 (B) | Bolivien                | 0 | 1 | 05 | 4,5     | 1             |
| 25 (B) | Bolivien                | 1 | 1 | 08 | 10      | 3             |
| Brett  | Spieler                 | G | R | V  | Punkte  | Partien       |
| 1      | Hugo Cordova            | 2 | 1 | 13 | 2,5     | 16            |
| 2      | Pablo Baender           | 3 | 8 | 05 | 7       | 16            |
| 3      | Jorge Rodriguez Hurtado | 1 | 3 | 12 | 2,5     | 16            |
| 4      | Luis Zavala             | 0 | 5 | 10 | 2,5     | 15            |
| R      | Victor Reyes Velasco    | 0 | 0 | 01 | 0       | 1             |

### 26. Paraguay
| Platz  | Land                    | G | R | V  | Brettp. | Mannschaftsp. |
| ------ | ----------------------- | - | - | -- | ------- | ------------- |
| 26 (B) | Paraguay                | 0 | 0 | 06 | 5       | 0             |
| 26 (B) | Paraguay                | 0 | 0 | 10 | 9,5     | 0             |
| Brett  | Spieler                 | G | R | V  | Punkte  | Partien       |
| 1      | Juan Silvano Díaz Pérez | 3 | 1 | 11 | 3,5     | 15            |
| 2      | Ernesto Espínola        | 0 | 3 | 11 | 1,5     | 14            |
| 3      | Luis Laterza            | 0 | 2 | 07 | 1       | 9             |
| 4      | Luis Oscar Boettner     | 3 | 5 | 08 | 5,5     | 16            |
| R      | Augusto Aponte          | 1 | 4 | 05 | 3       | 10            |